# حوض أركين

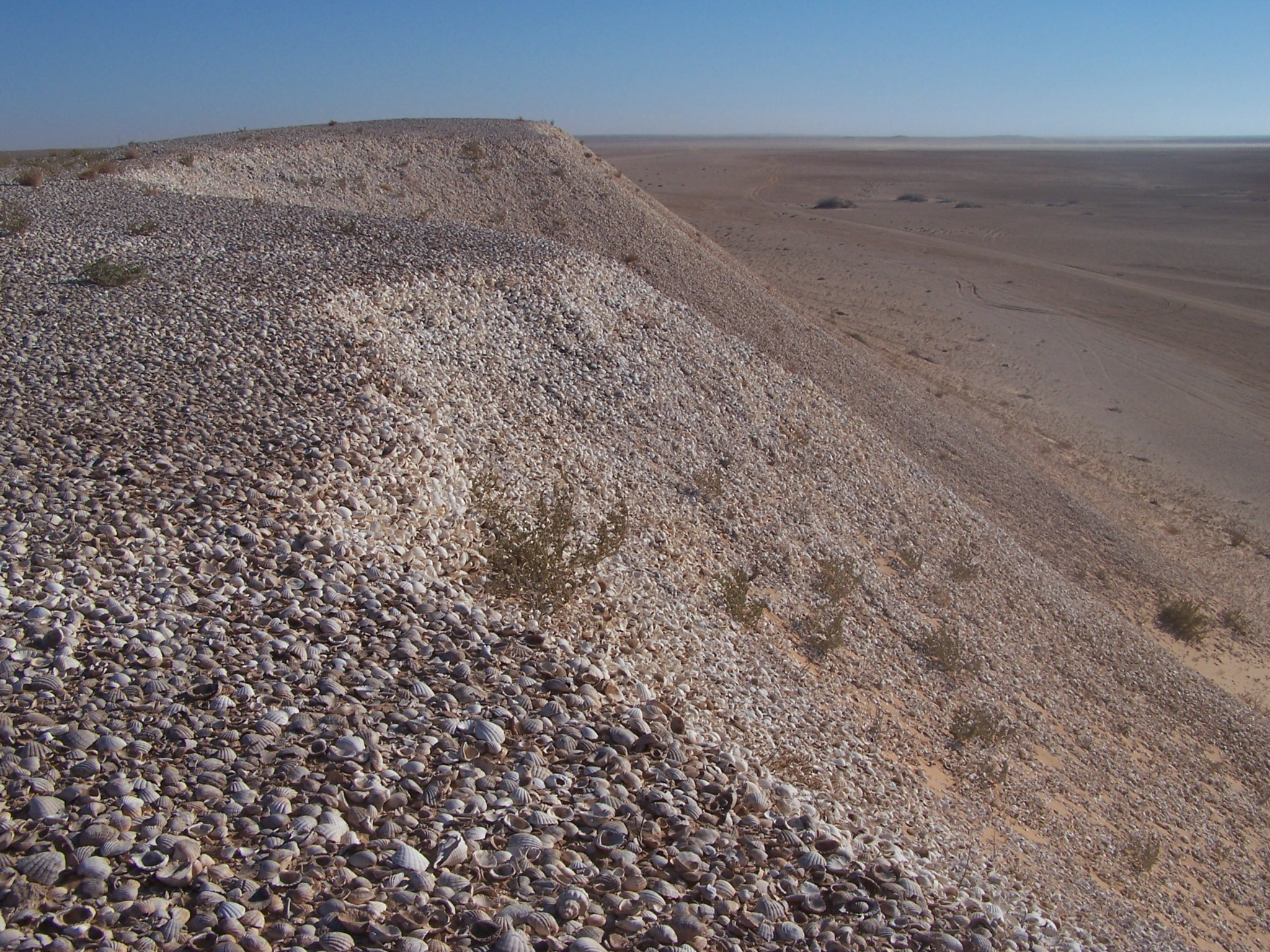
حوض أركين

حوض أركين يقع في شمال موريتانيا بين رأس تيميريس وخليج الكلب. الحوض يقع ضمن قائمة التراث العالمي لليونيسكو.

## طبيعته
حوض آركين الموريتاني تلك السبخة الموحلة التي يجلها الباحثون والعلماء والتي تم إعلانها حظيرة وطنية محمية، أساسا نظرا لأهمية تنوّع تجمعات الطيور التي تأوي إليها.
ففي هذا الحوض تجد ملايين أسراب الطيور من البجع الأبيض والخطاف الملكي والبقويق الأشقر والنحام الوردي محطة ممتازة للاستحمام على طريق هجرتها السنوية.
غير بعيد من الأحواض الضحلة التي تبدي في مشهد بديع مختلف تدرجات الأخضر والأزرق، والأحمر ويمثل البحر الموريتاني، المعروف بأنه من أكثر بحار العالم أسماكاً، ثروة أخرى أكثر مردودية من الناحية الاقتصادية.